# دهستان سراجوی جنوبی
دهستان سراجوی جنوبی یکی از دهستان‌های استان آذربایجان شرقی است که در بخش سراجو شهرستان مراغه واقع شده‌است.